# Кропачи (Киров)
 Кропачи — деревня в Кировской области. Входит в состав муниципального образования «Город Киров»

## География
Расположена на расстоянии примерно 5 км по прямой на юг-юго-запад от железнодорожного вокзала станции Киров.

## История
Известна с 1763 года как деревня Покидышевская с 9 жителями, в 1802 (Покадышевская) 5 дворов. В 1873 году здесь (Покидышевская или Кропачи) дворов 2 и жителей 12, в 1905 (Подкидышевская или Кропачи) 3 и 24, в 1926 (Кропачи или Подкидышевский) 4 и 32, в 1950 10 и 18, в 1989 (Кропочи) 6 жителей. Настоящее название утвердилось с 1998 года. Административно подчиняется Ленинскому району города Киров.

## Население
Постоянное население составляло 1 человек (русские 100%) в 2002 году, 2 в 2010.